# Mastachopardia zougueana
Mastachopardia zougueana är en insektsart som beskrevs av Marius Descamps 1964. Mastachopardia zougueana ingår i släktet Mastachopardia och familjen Euschmidtiidae. Inga underarter finns listade i Catalogue of Life.